# Högsjön (Hällestads socken, Östergötland)
Högsjön är en sjö i Finspångs kommun i Östergötland och ingår i Motala ströms huvudavrinningsområde. Sjöns area är 0,065 kvadratkilometer och den är belägen 57 meter över havet.